# Piotr Wiwczarek

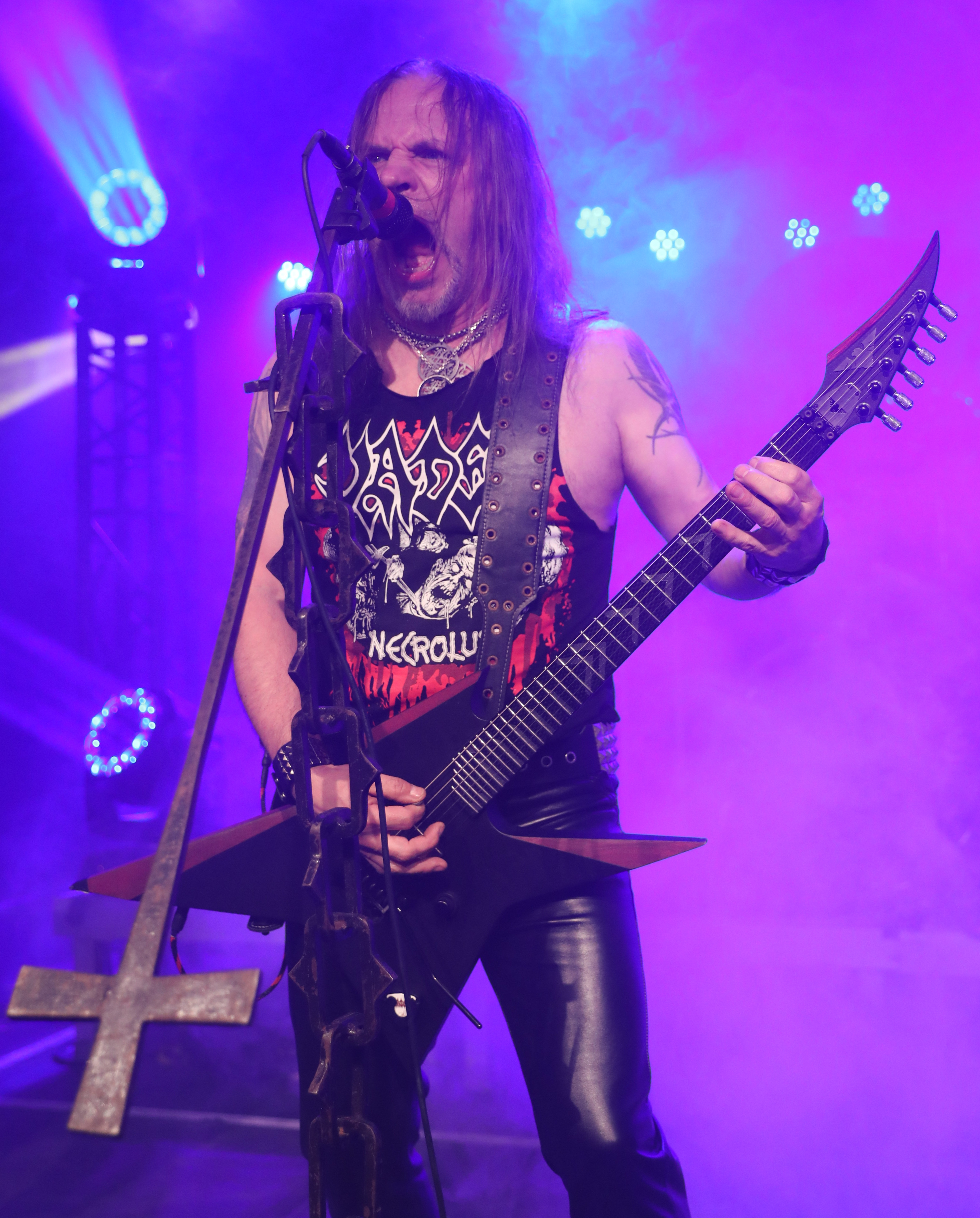
Piotr Wiwczarek, 2023

Piotr "Peter" Paweł Wiwczarek (Olsztyn, 22 oktober 1965) is een Pools zanger en leadgitarist van Vader, een Poolse deathmetalband.  

## Discografie

### Vader
- The Ultimate Incantation (1993)
- De Profundis (1995)
- Black to the Blind (1997)
- Litany (2000)
- Revelations (2002)
- The Beast (2004)
- Impressions in Blood (2006)
- Necropolis (2009)

### Panzer X
- Steel Fist (2004)

### Overig
- Slashing Death – Live at Thrash Camp (1988, gastzanger)
- Impurity – In Pain We Trust (1990, gastbasgitarist)
- Para Wino Band – Bandid Rockin (1993, gastzanger)
- Sweet Noise – Getto (1996, gastzanger)
- Kingdom of the Lie – About the Rising Star (1993, gastsologitarist)
- Decapitated – Winds of Creation (2000, producent)
- Ceti – Shadow of the Angel (2003, gastzanger)

- Biblioteca Nacional de España: XX1427732
- Gemeinsame Normdatei: 135002281
- International Standard Name Identifier: 0000 0000 5623 590X
- MusicBrainz: 3944f495-94ee-4ed0-be6d-1b689c76cf91
- Virtual International Authority File: 79905893
- WorldCat: E39PBJrrB4WR6WYwBHjVTT89jC